# مانفريد شيل
مانفريد شيل هو نقابي وسياسي ألماني، ولد في 12 فبراير 1943 في آخن في ألمانيا. نشط حزبياً في الاتحاد الديمقراطي المسيحي. وقد انتخب عضو في البوندستاغ الألماني خلال فترته النيابية ‏ (22 يوليو 1993 – 10 نوفمبر 1994).